# Elefante rosa

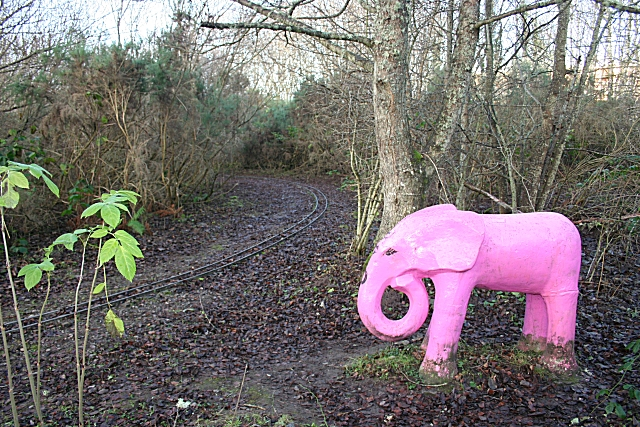
Escultura de un elefante rosa

Ver elefantes rosas es una metáfora utilizada para referirse a las alucinaciones causadas por el síndrome de abstinencia del alcohol o el delirium tremens.
Dicha expresión fue acuñada por Jack London en 1913 en su novela autobiográfica John Barleycorn, cuyo personaje es descrito como un alcohólico. En una de las líneas se le describe de la siguiente manera: 

"El hombre que todos conocemos: estúpido, carente de imaginación y cuyo cerebro es aturdido por gusanos adormecidos. El cual camina descontento, al que le fallan las piernas y cae finalmente en las alcantarillas. Ve extasiado 'ratones azules' y 'elefantes rosas'. Es el tipo de hombre que da sentido a los chistes de la prensa."

En la película de 1941 de Disney Dumbo, su personaje principal, tras beber directamente de un cubo agua con champán, empieza a alucinar con elefantes cantarines y bailarines. Esta escena fue conocida como el "Desfile de los elefantes rosas" por el color de los animales.
Es posible encontrar en la naturaleza elefantes con albinismo de tonalidad rosácea.
En 2008, en Estados Unidos, la entonces candidata republicana a la vicepresidencia Sarah Palin se refirió a elefantes rosas para definirse a sí misma junto a otras mujeres de su gabinete de "Republicanas Provida", en referencia al logo del Partido Republicano, la silueta de un elefante, y el color rosa en representación de las mujeres.